# Segment (geleedpotige)
Een segment of somiet is een onderdeel van het lichaam van geleedpotigen waaruit het is opgebouwd. Voor de vorming van kop, borststuk (de thorax) en achterlijf zijn een aantal segmenten versmolten om deze lichaamsdelen te vormen. Vooral in de thorax en het achterlijf zijn de segmenten vaak nog te herkennen, bij de kop zijn ze sterk van vorm veranderd en versmolten.
In de primitieve vorm heeft ieder ringvormig segment een rugdeel (notum of tergum), een buikdeel (sternum), twee zijdelen (pleura) en twee of meer aanhangsels. De antennes zijn bijvoorbeeld aanhangsels van een van de kopsegmenten, de vleugels en poten van de drie thoraxsegmenten, pro-, meso- en metathorax. De voortplantingsorganen zijn omgevormde achterlijfssegmenten.